# Anthropia
Anthropia est un groupe de metal progressif français, originaire de Nice, en Côte d'Azur. Le premier album The Ereyn Chronicles part One est repéré et signé par le label américain Magna Carta Records en 2006. S’ensuit une sortie mondiale dont les retombées sont très prometteuses. Le groupe lance en janvier 2015 une campagne Kickstarter pour financer la sortie de son troisième album, Non-Euclidean Spaces.

## Biographie

### Débuts et (2003–2008)
À l’origine, Anthropia est un projet créé par Hugues Lefebvre en 2003. Le premier album The Ereyn Chronicles part One est repéré et signé par le label américain Magna Carta Records en 2006. S’ensuit une sortie mondiale dont les retombées sont très prometteuses, l’album recevant même une récompense dans la catégorie « album du mois » dans le magazine national Rock Hard France en décembre 2006.
Sur cet album, Hugues chante et joue de tous les instruments, excepté la batterie, jouée par Damien Rainaud (Consume the Fire). Afin de promouvoir l’album en concert, Nathalie Olmi (In Vitraux, Golddust) au chant, Yann Mouhad à la guitare, et Julien Negro (Lord of mushrooms, DXS) à la basse rejoignent la formation. Le projet devient alors un véritable groupe et donne quelques concerts en 2007 : festival metal Tomawok à Nice (12 mai 2007), concert avec le groupe anglais Magnum à Paris au Trabendo (15 mai 2007), et showcases en Fnac.

### The Chain Reaction(2009–2014)
Après s’être séparé de son label Magna Carta, Anthropia décide de se lancer dans l’autoproduction et monte son label Adarca Records afin d’assurer la sortie du second album-concept The Chain Reaction. Le style est ici plus sombre et plus mature. L’album sort en février 2009 et reçoit une nouvelle fois le titre d’ « album du mois » dans Rock Hard France (numéro d’avril 2009). La même année, ils participent à la compilation Guitars That Ate My Brain avec la chanson Schrödinger's Cat Paradox. Cette compilation regroupe des morceaux inédits - orientés guitare - d'artistes de la scène internationale (Korn, Guns n' Roses, Strapping Young Lad, Megadeth…) .
Anthropia tourne et met en ligne plusieurs clips et vidéos. L’intégralité de leur showcase est effectuée à la Fnac de Monaco, enregistré en mai 2009. Ce concert a fait l’objet de la sortie d’un disque en 2010 intitulé Acoustic Reactions.

### Non-Euclidean Spaces(depuis 2015)
Le groupe lance en janvier 2015 une campagne Kickstarter pour financer la sortie de son troisième album, Non-Euclidean Spaces. Il s'agit d'un concept album basé sur le mythe de Cthulhu, inventé par l'écrivain américain Howard Phillips Lovecraft. Des invités de renommée internationale interviennent sur l'album : le Néerlandais Arjen Anthony Lucassen (Ayreon, Star One, The Gentle Storm, etc.) en tant que narrateur, et le Brésilien Edu Falaschi (Almah, ex-Angra) qui chante sur le titre The Snake Den. La guitare classique prend une part importante dans les compositions, avec notamment les reprises de Fuoco (3e mouvement de Libra Sonatine composé par Roland Dyens), et de l'Etude 11 d'Heitor Villa-Lobos sur Silver Twilight Lodge. L'artwork de l'album est quant à lui créé par David Demaret, illustrateur ayant déjà travaillé dans l'univers du mythe de Cthulhu pour la société Fantasy Flight Games. Le projet est financé avec succès en février, et l'album sort le 15 mars 2015, anniversaire de la mort de Lovecraft.

## Style musical et influences
Le groupe évolue dans un registre progressif, alternant les passages très énergiques, à d’autres plus calmes et atmosphériques. Les influences revendiquées sont Megadeth, Symphony X, Opeth, Pain of Salvation, Dream Theater.

## Membres

### Membres actuels
- Julien Negro - basse
- Damien Rainaud - batterie
- Yann Mouhad - guitare
- Nathalie Olmi - chant
- Hugues « Hugo » Lefebvre - chant, guitare (depuis 2003)

### Ancien membre
- Marie-Eve « Mève » Orengo - chant

## Discographie

### Apparitions
- 2005 : Unearth (guitares de Yann Mouhad, basse d'Hugues Lefebvre, batterie de Damien Rainaud)
- 2009 : Guitars that Ate My Brain (Schrödinger's Cat Paradox)
- 2009 : Score to a New Beginning de Fairyland ; soli de guitare d'Hugues Lefebvre et Yann Mouhad sur le morceau Master of the Waves)
- 2009 : Seth' d'Akroma (solo de guitare d'Hugues Lefebvre sur le morceau Les Ténèbres)

### Invités sur les albums
- Non-Euclidean Spaces (Arjen Anthony Lucassen (Ayreon, Star One, The Gentle Storm) : Narrateur sur l'ensemble de l'album ; Edu Falaschi (Almah, ex-Angra) : chant sur The Snake Den ; Pascal Allaigre : solo de guitare sur The Snake Den ; Laurent Tardy : piano sur The Part of Them in Me
- The Chain Reaction (Kevin Codfert (Adagio) au piano sur Whipping Soul ; Jean-Philippe Mangeot à la violoncelle sur Breeze in the Leaves)
- The Ereyn Chronicles Part One (Marie-Eve Orengo au chant sur Lion-Snake ; Thomas « Seek » Letscher à la basse sur Through the Sleeping Seaweed ; Virginie Drusian, Aurore Stapels et Willdric Lievin aux chœurs)